# Šubić II. Jakab
Šubić II. Jakab (horvátul: Jakov II. Šubić Bribirski, ? – 1456) horvát nemes, a Šubić nemzetségből származó brebiri gróf, Brebir utolsó grófja.

## Családja
Šubić IV. Pál brebiri gróf fia volt. Két fiú testvére ismert, Mikac Krivčić és Šubić IX. Gergely. Utódok nélkül halt meg.

## Élete
A dokumentumokban először 1408. október 25-én említik, amikor a zágrábi káptalan előtt örökösödési szerződést kötött unokatestvérével, Zrínyi Pál gróf fiával, Zrínyi I. Péterrel. 
Megállapodtak abban, hogy aki korábban gyermek nélkül hal meg, az minden vagyonát az életben maradóra hagyja, nehogy más család, vagy nemzetség kezébe kerüljön. A szerződésben Zrínyi Péter két zágráb megyei várát, Zrint és Pedaljt, Jakab gróf pedig következő birtokait és falvait említi: Bribir, Cahovići, Lubovići, Vinišća, Šašinec, Jarane Velike és Male, Skolice, Rahte, Grabrovac, Jaslina, Loboje, Zrapal, Bilo, Malinovac, Cerane Velike és Male, Vukšići, Hrašćevići, Dubravica, Podrepač, Podhum, Kalarino, Bližane, Kistane, Nunići, Lizana, Hlimljana és Smrdečica, amelyek mindegyike Lučka megyében található. A szerződést később megújították, míg végül Šubić Jakab eleget tett az abban foglaltaknak.
1409. január 6-án Zsigmond király udvarmestere által levelet küldött Trau tanácsának, melyben közli, hogy szövetséget kötött Hrvoje spalatói herceggel és a Bosnyák királysággal. Felhívta, hogy küldje el követeit Budára, akiknek átadja megőrzésre királyi zászlóját és egyéb királyi jelvényeit, a továbbiakban pedig forduljon Jakab brebiri grófhoz, aki a király nevében felkeresi őket. A levélből kitűnik, hogy Jakab gróf ekkor a király híve volt, aki hűségét nagyra értékelte és megjutalmazta ezért. 
Ezt tartalmazta 1412. július 22-én kelt oklevele, mellyel különféle kiváltságokat oszt ki a Šubić nembeli Marko fiának Mikacnak, Pál fia Jakabnak és Péter fia Jánosnak Brebir grófjainak, a Horvát Királyság nemeseinek. Ebben az okiratban a király részletesen elmondja, hogyan maradtak hűek az említett brebiri grófok a magyar koronához abban a viharos időben, amikor Vrána priorja, Palisnai János 1386-ban Gara vára közelében elfogta Erzsébet és Mária királynőket, majd uralma alá hajtotta egész Dalmáciát. Habár a király e híveinek nagy üldöztetést kellett elszenvedniük a prior és támogatói részéről, de nemcsak kitartottak a koronához való hűségükben, hanem Osztrovica várát visszavívták a velenceiektől és visszaadták a királynak. Ezért ezzel ez okirattal a király nekik adományozza mindazokat a birtokokat, amelyeket Zára és Sebenico vidékén, valamint Osztrovica és Lučka megyékben őseik eladományoztak, vagy elzálogosítottak Zára, Sebenico és Velence részére, és amelyeket most visszaszereztek az ellenségtől.
1436. április 26-án a király Szegedről írt levelet Cillei Frigyes grófnak, hogy brebiri Jakab gróf a maga és unokatestvérei, Mikac fiai Gergely és Miklós, valamint János fiai György és János nevében elébe járult, és elpanaszolta, hogy Perne Cillei Frigyes védelme alatt álló várjobbágyai fellázadtak ellenük. Figyelmeztette Frigyes grófot, hogy Perne várát minden tartozékával együtt Brebiri Jakabnak, Mikacnak és Jánosnak adományozta hűséges szolgálataiért, és komolyan felszólította, hogy ne zavarja birtokaikat.
1441. február 25-én Brebiri Jakab gróf, horvát és dalmát bánhelyettes a knini káptalan előtt végrendeletet tesz. Ebben megismétli az 1408-as szerződésben foglaltakat, tudniillik ha gyermek nélkül halna meg, minden vagyonát az életben maradó Zrínyi Péter grófra hagyja. Ebben az okiratban szerepel először horvát-dalmát bánhelyettesként. Néhány évvel később Zrínyi Péter fiai, György, Pál és Péter felkérték a Magyar Királyság kormányzóját, Hunyadi Jánost hogy erősítse meg Šubić Jakab gróf fenti akaratát, amit Hunyadi 1447. június 22-én Pesten meg is tett.
1456. február 17-én Jakab gróf új, glagolita betűs végrendeletet készített. Ezzel a végrendeletével minden ingatlanát a feleségének haszonélvezetére hagyta, amíg az él. Az ő halála után minden birtoka Zrínyi Péteré és fiaié lesz, ahogy arról korábbi végrendeletében már rendelkezett. Röviddel ezen utolsó végrendelet után Jakab gróf meghalt. Ő volt Brebir utolsó grófja, aki még Dalmáciában élt. Vélhetően nagyon idős kort élt meg, hiszen 1386-ban már Mária királynő támogatójaként említik. Ha ekkor már fiatalember volt, akkor halálakor legkevesebb 90 éves körülinek kellett lennie, ami abban a korban egészen szokatlanul magas kornak számított.